# ABBA In Concert
ABBA In Concert es el nombre de un especial de televisión y un DVD publicado por el grupo sueco ABBA en el 2004, hecho durante la gira de ABBA en 1979.
El programa de televisión original fue dirigido y producido por Urban Lasson y contiene fragmentos de conciertos de ABBA en Canadá, Estados Unidos y el Wembley Arena en Londres, así como entrevistas con algunos miembros del grupo y fanes de alrededor del mundo.
El programa original fue transmitido en Europa a mediados de 1980, y meses más tarde fue transmitido en Estados Unidos y Japón con material extra. Además, de este especial se obtuvo el videoclip oficial del sencillo "I Have A Dream". En el 2004, 25 años después de su grabación, las once canciones en vivo son lanzadas en formato DVD, con alta calidad de imagen y sonido; así como con material extra, entre nuevas canciones, entrevistas y un tráiler.

## Canciones
- 1. "Waterloo"
- 2. "Take A Chance On Me"
- 3. "Voulez Vous"
- 4. "Chiquitita"
- 5. "I Have A Dream"
- 6. "Gimme! Gimme! Gimme! (A Man After Midnight)"
- 7. "Knowing Me, Knowing You"
- 8. "Summer Night City"
- 9. "Dancing Queen"
- 10. "Does Your Mother Know?"
- 11. "Hole In Your Soul"

### Material extra
- 12. "The Way Old Friends Do" (Originalmente sólo mostrado en EE. UU. y Japón)
- 13. "I Have A Dream" (Diferente versión)
- 14. "Thank You For The Music"
- 15. Entrevista con el director Urban Lasson
- 16. Entrevista con gerente de promoción y de giras Thomas Johansson
- 17. Galería de imágenes del programa del tour de 1979
- 18. Tráiler de Mamma Mia!, el musical

## Listas de Popularidad
| Lista                                   | Posición |
| --------------------------------------- | -------- |
| Alemania Music Video Chart              | 1        |
| Suecia DVD Chart                        | 1        |
| Australia Top 30 ARIA Music Video Chart | 2        |
| Austria DVD Chart                       | 2        |
| UK Music Video Chart                    | 2        |
| Noruega Music Video Chart               | 3        |
| México Music Video Chart                | 3        |
| Holanda Music Video Chart               | 17       |
| E.U. Billboard DVD Chart                | 37       |

## Certificaciones
| País/Organización | Certificación | Ventas |
| ----------------- | ------------- | ------ |
| CAPIF             | Platino       | 40,000 |
| IFPI              | Oro           | 25,000 |
| IFPI              | Oro           | 10,000 |
| RIANZ             | Oro           | 2,500  |
| RIAA              | Oro           | 50,000 |
| ARIA              | Oro           | 7,500  |